# Черрилл, Вирджиния
Вирджиния Черрилл (англ. Virginia Cherrill, 12 апреля 1908 — 14 ноября 1996) — американская актриса, наиболее известная по роли слепой цветочницы в фильме Чарли Чаплина «Огни большого города».

## Биография
Вирджиния родилась на ферме вблизи города Картхейдж в Иллинойсе в семье Джеймса Э. Черрилла и его жены Бланш Уилкокс. Повзрослев, она перебралась в Голливуд, где на матче по боксу познакомилась с Чарли Чаплином. Она приглянулась Чаплину, и он утвердил её на роль слепой цветочницы в своём фильме «Огни большого города» (1931). Но их отношения во время съёмок оказались не простыми. Чаплин даже выгнал Вирджинию после нескольких дней съёмок и решил заменить её на Джорджию Хейл. Но в итоге, опасаясь больших затрат на пересъёмку, Чаплин вернул её.
Позже она появилась ещё в нескольких фильмах, включая «Крупное дело Чарли Чана» в 1933 году, но в 1936 году оставила карьеру в кино.
Вирджиния четыре раза выходила замуж. Её вторым мужем был актёр Кэри Грант (1934—1935), а третьим — Джордж Чайлд-Виллерс, 9-й граф Джерси (1937—1946), после замужества с которым она получила титул графини. В 1948 году она вышла замуж за Флориана Мартини, с которым прожила всю свою последующую жизнь в Санта-Барбаре, где и умерла от инсульта 14 ноября 1996 года в возрасте 88 лет.
Вирджиния Черрилл является обладательницей звезды на Голливудской аллее славы.